# Wolfi Fischer
Wolfi Fischer (* 28. August 1941 in München; bürgerlicher Name Wolfgang Fischer) ist ein deutscher Schauspieler.

## Laufbahn
Bereits 1960 spielte er in dem Fernsehspiel „Der Biwi“ unter der Regie seiner Mutter Elfie Pertramer, von 1969 bis 1972 auch in deren Reihe „’s Fensterl zum Hof“ mit. Für den Film wurde Wolfi Fischer von Regisseur Michael Verhoeven entdeckt (o.k., 1970).
Ende der 1970er übersiedelte er in die Vereinigten Staaten, wo er für den Bayerischen Rundfunk die Serie Ein Münchner in New York drehte. Aus der Sicht des Bayern schilderte er Gewöhnliches und vor allem Ungewöhnliches im „Land der unbegrenzten Möglichkeiten“.
Wieder zurück in Deutschland spielt er in Fernsehproduktionen zumeist unter der Regie von Franz Xaver Bogner oft den etwas schrulligen Uniformierten.

## Sozial verträgliche Wohnraumvermietung
Nach Erbschaft eines Miethauses aus Familienbesitz in der Nymphenburger Straße realisiert Fischer bis heute eine Art Gegenentwurf zu den uferlos wuchernden Mietpreisen in München. Für die Zukunft plant Fischer die Überführung der Mietverhältnisse in ein Genossenschaftsmodell.

## Fernsehen (Auswahl)
- 1972: Adele Spitzeder
- 1974–1975: Münchner Geschichten (Serie von Helmut Dietl)
- 1977: Polizeiinspektion 1 – Die Reportage
- 1977: Tatort – Das Mädchen am Klavier (Fernsehreihe)
- 1979–1994: Ein Münchner in New York (Fernsehserie)
- 1982: Tatort – Tod auf dem Rastplatz
- 1986: Irgendwie und Sowieso (Fernsehserie, Folge Manhattan)
- 1987–1988: Zur Freiheit als Brieftaub’n (Serie von F.X. Bogner)
- 1990–2003: Café Meineid als Wachtmeister Kogel (Serie von F.X. Bogner)
- 2003–2005: München 7 als U-Bahn-Heinzi (Serie von F.X. Bogner)
- 2009: Der Kaiser von Schexing als Mesner Albert Stroh (Serie von F.X. Bogner, in 6 Folgen)
- 2020: Wie ich meine Mutter überlebte (Lebenslinien)

## Film
- 1970 – o.k. (von Michael Verhoeven)
- 1975 – MitGift
- 1990 – Das schreckliche Mädchen als Polizist Rudi (von M. Verhoeven)
- 2001 – Die Scheinheiligen als Polizist Bene (von Thomas Kronthaler)
- 2003 – Großglocknerliebe